# كلارنس وينتيرز
كلارنس وينتيرز (بالإنجليزية: Clarence Winters) هو لاعب كرة قاعدة أمريكي، ولد في 7 سبتمبر 1899 في ديترويت في الولايات المتحدة، وتوفي بنفس المكان في 29 يونيو 1945.

## وصلات خارجية
- كلارنس وينتيرز على موقعبيزبول رفرنس.كوم (الدوري الرئيسي) (الإنجليزية)
- كلارنس وينتيرز على موقعبيزبول رفرنس.كوم (الدوري الثانوي) (الإنجليزية)
- كلارنس وينتيرز على موقع جمعية أبحاث البيسبول الأمريكية (الإنجليزية)
- كلارنس وينتيرز على موقع مشجعي الرسوم البيانية (الإنجليزية)